# Tieling
Tieling (chiń. 铁岭; pinyin Tiělíng) – miasto o statusie prefektury miejskiej w północno-wschodnich Chinach, w prowincji Liaoning. W 2010 roku liczba mieszkańców miasta wynosiła 350 640. Prefektura miejska w 1999 roku liczyła 2 969 939 mieszkańców.